# Olivier Coquard
Pour les articles homonymes, voir Coquard.
Olivier Coquard est un historien français et professeur de chaire supérieure, né le 6 février 1963.

## Biographie
Ancien élève du lycée Henri-IV et du lycée Condorcet, il intègre l'École normale supérieure de Fontenay-aux-Roses en 1983 et rédige ses travaux universitaires sous la direction de Michel Vovelle, professeur et directeur de l'IHRF à l'université Paris I Panthéon-Sorbonne.
Agrégé d'histoire, docteur ès lettres, sa thèse est consacrée à Jean-Paul Marat,.
Olivier Coquard enseigne actuellement au lycée Henri-IV en classe préparatoire ainsi qu'au cycle pluridisciplinaire d'études supérieures de Paris Sciences et Lettres.
En octobre 2023, il quitte le comité éditorial de la revue Historia pour protester contre la nomination de Franck Ferrand en tant que "directeur éditorial" de la revue.

## Publications
- Jean-Paul Marat, Paris, Fayard, 1993, 569 p. (ISBN 2-213-03066-9).
- Lumières et révolutions : 1715-1815, Paris, Presses universitaires de France, 2013, 239 p. (ISBN 978-2-13-062015-0).
- Quand le monde a basculé : nouvelle histoire de la révolution française, 1789-1799, Paris, Taillandier, 2015, 301 p. (ISBN 979-10-210-0145-9).
- Un siècle d'inventions avec "Système D" : une histoire du bricolage en France, Paris, Mango, 2016, 249 p. (ISBN 978-2-8125-0354-2).
- Tuer le pouvoir : César, Henri IV, Kennedy : les plus grands assassinats politiques de l'histoire, Paris, First éditions, 2019, 311 p. (ISBN 978-2-7540-8445-1).

## Jeux vidéo
Olivier Coquard a participé, en tant que consultant historique, à la création du jeu vidéo Assassin's Creed Unity, sorti en 2014, et développé et édité par Ubisoft.

## CD
- La France des Lumières et des Révolutions de 1715 à 1815 - un Cours Particulier d'Olivier Coquard, Frémeaux (21 mai 2013)